# چالا (کانور)
چالا (به انگلیسی: Chala) یک منطقهٔ مسکونی در هند است که در بخش کنور واقع شده‌است. چالا ۹٫۲۹ کیلومتر مربع مساحت و ۱۷٬۰۸۸ نفر جمعیت دارد.